# Johann Christoph Lorenz Aecker

Bodenmarke

Johann Christoph Lorenz Aecker (* vor 1828; † nach 1838) aus Seußen in Nordbayern war ein deutscher Unternehmer in der Porzellanbranche.

## Leben
1828 heiratete Johann Christoph Lorenz Aecker, Besitzer einer Ziegel- und Kalkbrennerei in Hohenberg an der Eger, die Kaufmannstochter Elisabeth Margarethe Wölfel.
Als Sohn des Porzellanfabrikanten Christian Paul Aecker betrieb er 1828 in Hohenberg eine Porzellanmalerei und begründete 1839 mit der Aecker Porzellan- und Steingutfabrik die später weltweit bekannte Porzellan-Industrie der Stadt Arzberg (Oberfranken).
Nach verschiedenen Eigentümerwechseln in den Jahren 1844 bis 1884 (Aecker-, Strebel-, Bauer Fabrik), zuletzt von Carl Auvera, einem Enkel seines einst größten Konkurrenten Carolus Magnus Hutschenreuther, wurde die Fabrik letztlich 1919 von der C. M. Hutschenreuther AG mit Sitz in Hohenberg übernommen.